# Brígida Pico
Brígida Pico (em italiano:  Brigida Pico; Mirandola, 17 de outubro de 1633 – Pádua, 24 de janeiro de 1720), foi uma nobre italiana, pertencente à Família Pico, e que foi regente do Ducado de Mirandola e Concordia durante quinze anos.
Quando o seu irmão mais velho, o Duque Alexandre II, faleceu, Brígida foi nomeada regente, uma vez que o sucessor, o neto de Alexandre e sobrinho-neto de Brígida, Francisco Maria II, tinha apenas 2 anos e 3 meses.
Governou de forma despótica com uma política que levou ao fim dos estados familiares que, já no reinado do sobrinho-neto, acabaram por ser integrados no Ducado de Módena.

## Biografia

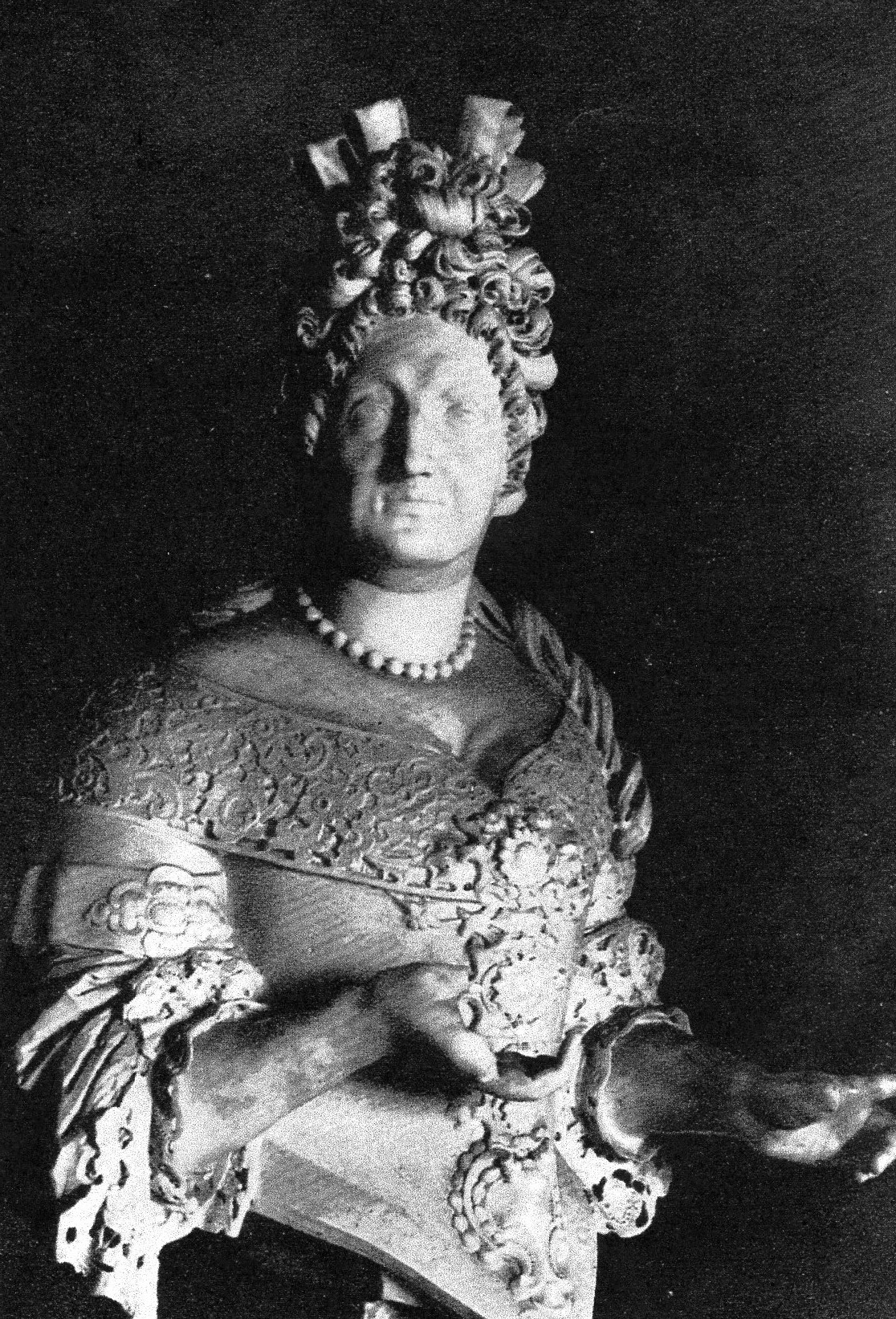
A duquesa Brígida Pico
(busto de Lorenzo Ottoni)

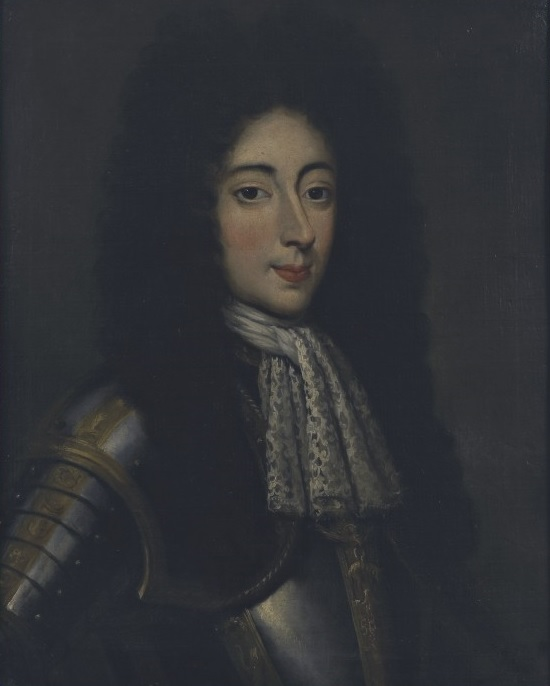
O último duque, Francisco Maria II, sobrinho-neto da regente Brígida.

Era a quarta filha do príncipe-herdeiro do ducado de Mirandola, Galeotto IV Pico (1606-1637) e de Maria Cybo-Malaspina (1609-1652). Esta última era filha do Duque de Massa e marquês de Carrara Carlos I Cybo-Malaspina e de Brígida Spinola. Os seus outros irmãos foram: Renata Francisca, Virgínia Brígida, Alexandre II, João, Fúlvia e Catarina.
O seu pai morreu dois meses antes do avô, Alexandre I, que o tivera, fora do casamento, de Leonor Segni, uma nobre de Ferrara; assim, é um ramo natural da família, que viria a suceder no Ducado na pessoa de Alexandre II. Brígida vive sobretudo no castelo de Mirandola, mas também no palácio de Concordia.
Brígida, que nunca se casou, vive até aos 58 anos na corte do avô e depois na do irmão, sem nunca se prever que viesse a ter, como teve, o papel determinante, e nem sempre positivo, nos destinos do ducado. Era comum ela ser considerada num modo pouco benévolo pelos cortesãos e súbditos; os cognomes "menos embaraçosos" que lhe atribuíam eram solteirona fanática ou velhinha terrível.
De fato, coube a ela administrar o pequeno Estado nas últimas décadas de existência, como tutora do sobrinho-neto de apenas três anos Francisco Maria II (1688-1747), herdeiro de Francisco Maria I (1661-1689), filho único do seu irmão Alexandre II e de Ana Borghese. Para desalento de todos, ela assumiu o governo de forma autoritária, alimentando assim várias conjuras, pondo em causa o governo do inocente duque. O monarca só conseguiu revoltar-se contra esta mulher apenas depois de quinze anos, caindo, no entanto, na rede de deslealdade de conselheiros que o induziram a aliar-se à Espanha contra a França, obtendo resultados desastrosos. 
Foi Alexandre II, no próprio testamento, a nomear regente a irmã Brígida durante a menoridade do pequeno neto até ao seu décimo oitavo ano de idade, excluindo os filhos mais novos, Galeotto, João e Ludovico. Estes prontamente contestaram a vontade paterna, fazendo frente à tia que, apesar do temperamento arrogante, gostava, ao contrário deles, do Duchino.
Contudo, a duquesa, imediatamente tornou-se impopular: como primeiro ato, por sugestão de alguns jesuítas, de quem era próxima, ela substituiu completamente os membros do Conselho Áulico, causando o descontentamento popular também pela sua arrogância e altivez. O mal estar aumentará quando Brígida negou aos sobrinhos recalcitrantes o aumento dos privilégios, atribuídos pelo testamento do pai. A situação agravou-se ainda mais quando circulou a notícia de um suposto plano preparado pelos três irmãos para envenenar o sobrinho-neto e destituir a impopular parente.  Brígida mandou processar os presumíveis conjurados e negou-lhes qualquer atualização financeira. A situação, no entanto, tornou-se insustentável e a regente, a fim de acalmar as águas, retirou-se para Veneza, delegando os poderes numa outra filha de Alexandre II, Isabel, que, de forma frontal, conseguiu enfrentar os problemas. Brígida, com o Duchino e o inseparável conselheiro, o padre Tagliani, regressou da Sereníssima a 31 de janeiro de 1697. A corte imperial de Viena libertou Galeotto, João e Ludovico Pico das acusações de tentativa de homicídio, convidando a duquesa para fazer as pazes com eles. Brígida, no entanto, recusou categoricamente e recriminou duramente o duque que se reconciliara com seus tios. Chegou mesmo a enfrentar a Cúria Romana. A regente, por temer ataques ou vingança, nunca saiu do castelo de Mirandola e, quando se via forçada a fazê-lo, a sua carruagem era sempre escoltada por vários homens armados. 
Entretanto, começara a Guerra da Sucessão de Espanha, onde o Sacro Império Romano-Germânico e o Reino da França se defrontaram, dados os seus históricos antagonismos. O ducado de Mirandola, situado numa via estratégica de comunicação no norte da Itália, estivera sempre alinhado com Espanha. Mas o príncipe Eugênio de Saboia, comandante do exército imperial, informou Brígida que ele destituíra de imediato os representantes franco-espanhóis pelo que ela foi forçada a tomar o lado austríaco. Em 1702, o representante francês convenceu a regente de que seria adequado refugiar-se em Ferrara, e depois em Veneza, com a sobrinha Isabel, com as pratas e bens preciosos da Família Pico. Desta vez Francesco Maria II, de catorze anos, teve a coragem de se rebelar-se contra a tia avó e permaneceu em Mirandola. Em 1706 ele conseguiu libertar-se do jugo da "velha má", que fez com que o Conselho aprovasse um decreto que lhe permitiu continuar a regência, apesar da idade de seu sobrinho. Mas o destino do território de Mirandola e Concordia fora marcado: em 15 de julho de 1710 foi incorporado no Ducado de Módena e Reggio. 
Enquanto isso, Brígida, idosa, mas muito rica, estabeleceu-se em Pádua (onde sua mãe habitara nos últimos anos) e onde morreu aos 87 anos de idade, no dia 24 de janeiro de 1720. Foi sepultada na Basílica de Santo António de Pádua, perto da capela do Beato Luca Belludi, onde uma placa celebra suas virtudes de virgindade, prudência, erudição e carater viril.
Por outro lado, seu sobrinho neto, Francisco Maria II, terminou sua vida no exílio em Madrid em 1747, para onde fora desterrado, sem descendência. Jacobelli. p. 217 </Ref>